# ベリーズ

ベリーズ
Belize

国の標語：Sub Umbra Floreo
（ラテン語: 木陰の下で栄える）
国歌：Land of the Free（英語）
自由の地

ベリーズ（Belize）は、中央アメリカ北東部、ユカタン半島の付け根に位置し英連邦王国に属する立憲君主制の国家である。ハリケーンの被害を避けるため、首都はベルモパンに遷都した。なお、最大の都市は以前の首都であったベリーズシティである。北にメキシコと、西にグアテマラと国境を接し、南東にはホンジュラス湾を挟んでホンジュラスがあり、東はカリブ海に面する。
なお、カリブ海には島嶼部も存在し、サンゴ礁に恵まれ「カリブ海の宝石」と呼ばれている。ベリーズ最大の島はアンバーグリス・キーで、これ以外に、ユカタン半島の海岸線に沿って約450の離島を領有し、リゾート地として知られる。

## 国名
正式名称は、Belize（[bəˈliːz] ( 音声ファイル) ベリーズ）である。国名の由来はマヤ語で「泥水」を意味する言葉から来ているとされている。
なお、スペイン語表記はBelice（ベリーセ）、日本語の表記はベリーズが用いられる。
旧称はイギリス領ホンジュラス（British Honduras）だったが、1973年に改称された。

## 歴史

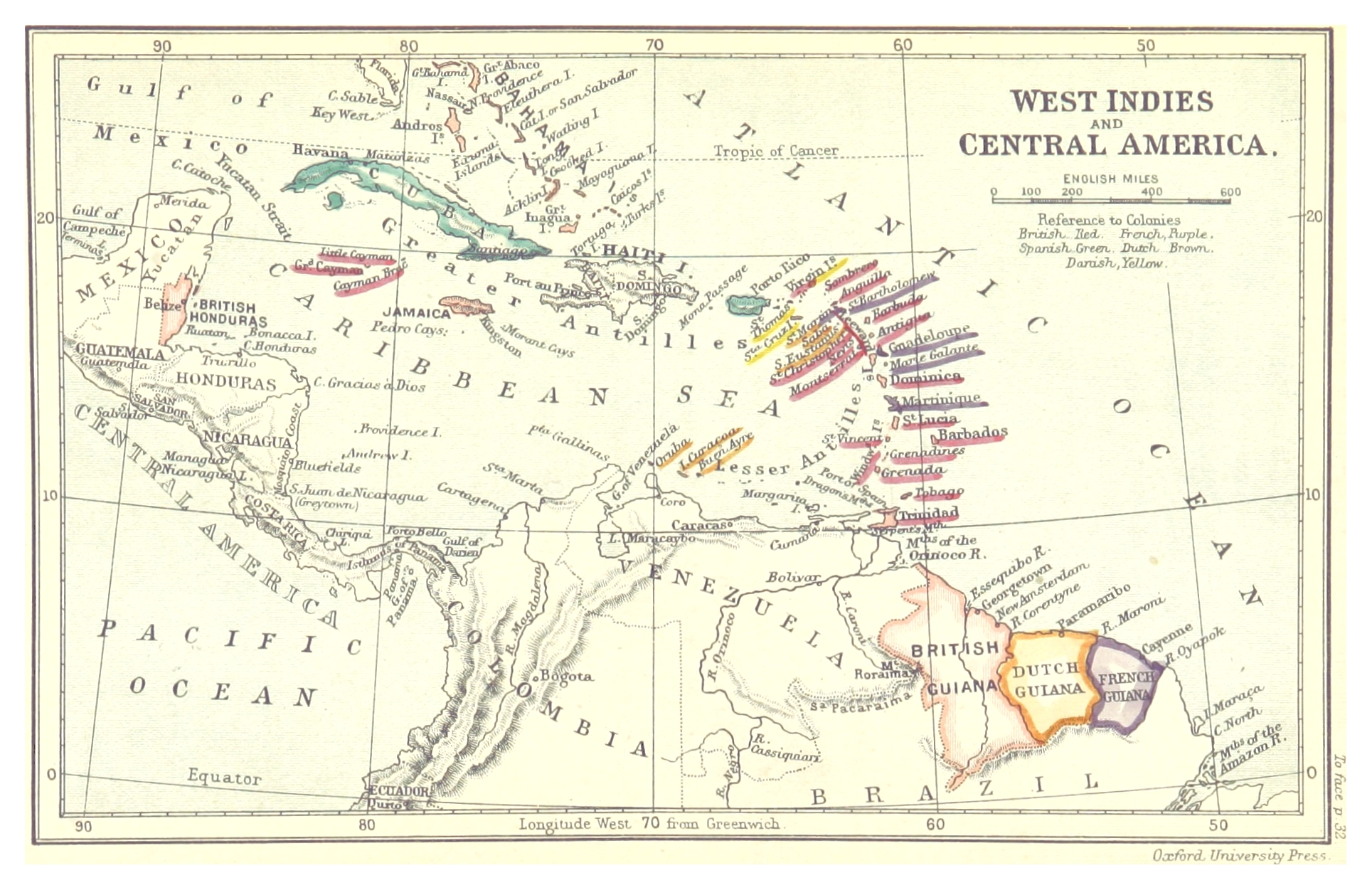
19世紀末のカリブ海沿岸地域の地図。

ヨーロッパ人のアメリカ大陸到達以前は、ベリーズを含むユカタン半島一帯はマヤ文明の領域に属していた。それがスペインによるアメリカ大陸の植民地化により、ベリーズはグアテマラ総督領の一部にされた。しかし、密林地帯の彼方にあったベリーズには統治が及ばず、17世紀以降イギリス人の入植地が形成されていった。一方で、1821年にはグアテマラが、ベリーズの領有権を主張した。
1862年にはカリブ海のジャマイカと共にイギリス領ホンジュラスを形成し、1884年にベリーズは単独の植民地に移行した。第二次世界大戦以降は独立に向けた動きが進んだものの、ベリーズの領有権を主張するグアテマラとの対立により難航した。1970年代後半にはグアテマラ軍と、イギリス軍が国境付近で対峙した。結局、1981年にグアテマラがベリーズの独立を承認し、ベリーズの独立が実現した。

ベリーズ領のうち領土問題になっていない地域
ベリーズが実効支配し、グアテマラが領土主張している地域
グアテマラ領

しかしながら、植民地時代の統治による歴史的経緯や、熱帯雨林に覆われていたという地理的理由により、独立以降も周辺国との国境には未確定の部分が多く残った。
特にグアテマラとの国境問題は未だに解決されておらず、グアテマラはシブン川以南、ベリーズの領土の約半分を、自国の領土だと主張している。2008年12月8日に、両国は米州機構（OAS）の仲介で合意文書に署名し、係争を国際司法裁判所に付託すると最終的に合意した。グアテマラは2018年4月15日に国民投票を実施し、95.88パーセントの圧倒的多数で可決された。ベリーズも2019年4月19日に投票を行い、55.4パーセントで可決した。

## 政治
ベリーズの政治体制は、国王を元首とする立憲君主制国家である。2023年6月時点のベリーズ国王はイギリス国王のチャールズ3世で、その代理人として実権の無いベリーズ総督がいる。下院の第1党党首を総督が首相に任命する議院内閣制を採用している。
立法府である国民議会は、元老院（上院）と代議院（下院）の二院制である。上院の定数は13議席で、そのうち6議席を首相が、3議席を野党党首が、残り4議席を宗教団体などが議員を指名する。下院の定数は31議席で、国民の直接選挙で選ばれ、任期は5年である。2020年現在、下院議会に議席を有する主要政党は人民統一党(PUP)と統一民主党(UDP)である。
なおベリーズは、中華民国（台湾）を承認している。

## 軍事
ベリーズ国防軍は陸軍のみから成る統合軍であり、2011年現在の現役兵は1050人である。これ以外に、予備役として700人が所属する。国家安全保障省の下、国防軍と並列する組織に、沿岸警備隊、出入国管理局、国立科学捜査局がある。
この他にイギリス陸軍が30人駐留している。

## 気候
ベリーズの大部分は熱帯気候である。ただし、季節風の影響を受けるために雨季と乾季が存在し、例年2月か3月に最も乾燥する。

## 地方行政区分

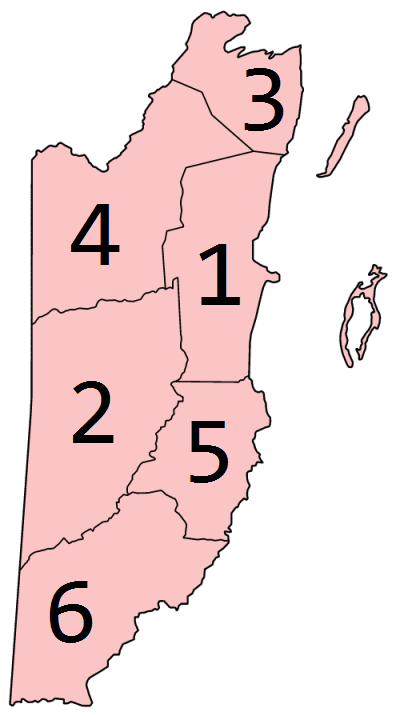
ベリーズの郡の配置。

ベリーズは6つの郡（州とも表記される、英語: District）に分かれている。
1. ベリーズ郡 - ベリーズシティ
2. カヨ郡 - サン・イグナシオ（英語版）及びサンタ・エレナ
3. コロザル郡 - コロザル（英語版）
4. オレンジウォーク郡 - オレンジウォーク
5. スタンクリーク郡 - ダングリガ
6. トレド郡 - プンタ・ゴルタ

### 主要都市

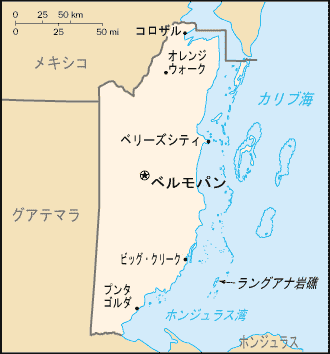
ベリーズの主要都市の位置。

ベリーズ最大の都市は、旧首都のベリーズシティであり、2009年時点の人口は約6万6千人であった。カヨ郡に存在する現在の首都のベルモパンは、2009年時点で約2万人が住んでいた。度重なるハリケーンの襲来による首都の被害を避けるため、沿岸部から内陸部へと遷都した。なお、第2の都市はオレンジウォークである。

## 地理

中央アメリカにおけるベリーズの位置。

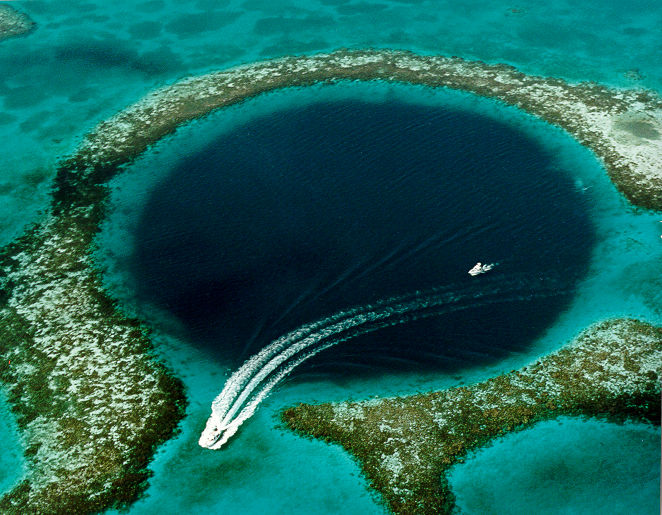
ベリーズ珊瑚礁保護区のグレート・ブルー・ホール。

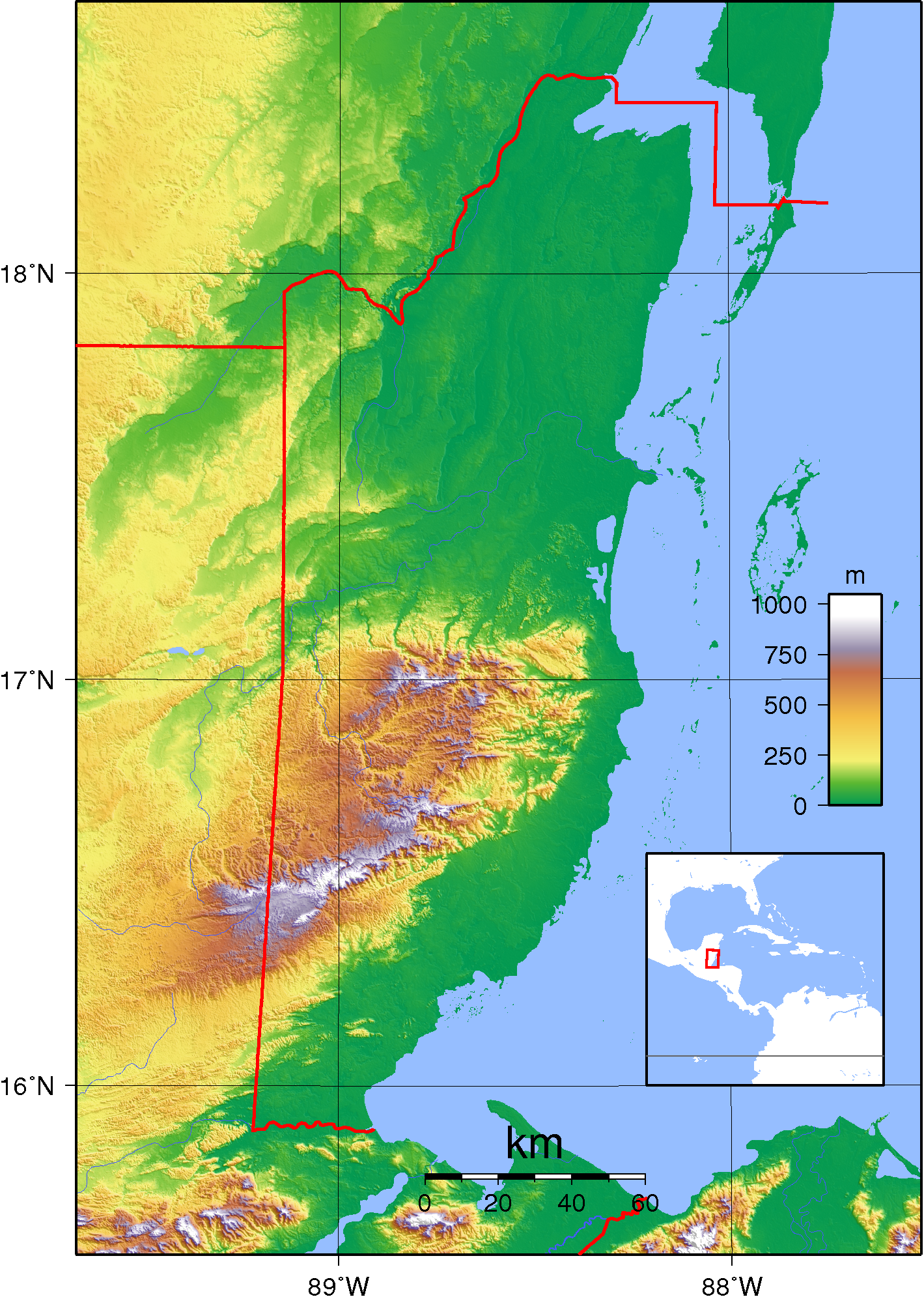
ベリーズの標高。標高の低い土地が多いものの、南部に山岳地帯も見られる。

ベリーズは中央アメリカのユカタン半島の付け根付近の東側に位置する。オンド川に沿ってメキシコとグアテマラと国境を接し、カリブ海に面している。カリブ海の沿岸部には多くの島々を領有している。また、世界第2位規模のサンゴ礁も見られる。
国土の大半は、未開発の熱帯雨林の原生林であり、沿岸部は湿地帯でマングローブの森が見られる。ベリーズ国土の大半は標高の低い低地だが、南部にマヤ山脈がグアテマラの方向へと延びており、最高地点は標高1124 mのドイルズ・ディライトである。この地形を利用した水力発電が比較的盛んで、2008年時点で、ベリーズの総発電量200 MWhの8割以上を水力発電で作り出していた。

## 交通
かつては鉄道路線も存在したが、1937年に全て廃止された。一方で、次第に道路網は整備されつつある。
主要な空港としては、最大都市のベリーズシティ近郊にフィリップス・S・W・ゴールドソン国際空港が設置されている。また、島嶼部では船舶も利用される。

## 経済

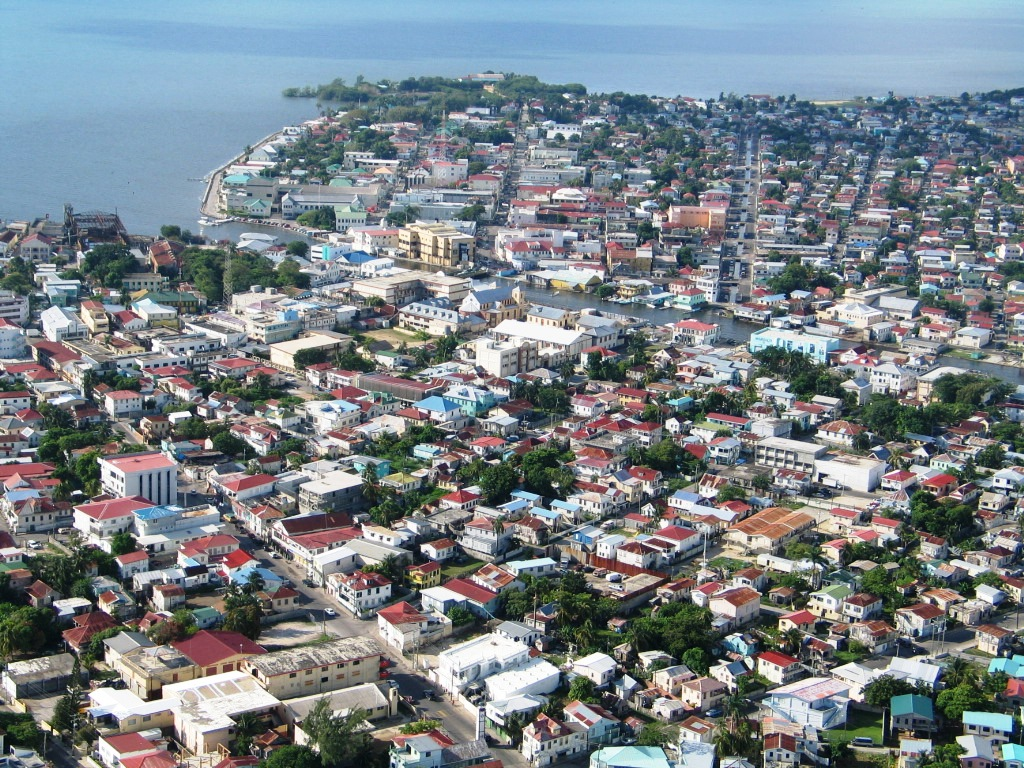
最大の都市ベリーズシティ

ベリーズはカリブ共同体に加盟している。IMFの統計によると、2013年のベリーズのGDPは16億ドルである。1人当たりのGDPでは4619ドルであり、隣国との比較ではグアテマラやホンジュラスよりは高いものの、メキシコの半分以下の水準にある。
農業はベリーズの主要産業の1つで、主要な農作物は、サトウキビ、コメ、モロコシ、ジャガイモ、柑橘類、バナナなどである。製糖業は盛んであり、砂糖は主要な輸出品の1つである。また、バナナの輸出も重要である。なお、豊かな森林資源も残る。
漁業も盛んであり、スパイニーロブスターは年間537 tの水揚げがある。なお、乱獲によって個体数の激減しているマグロを巡って、まぐろ類保存国際委員会に加盟していないベリーズ漁船の操業が問題化した。
また、島嶼部を利用した観光業も営まれている。
これらとは別に、1980年代から麻薬ギャング組織による、マリファナや、コロンビア産のコカインのアメリカ合衆国への密輸も目立つ。

## 国民

### 民族
住民はメスティーソが48.7%と最多である。次いで、17世紀から18世紀にアフリカから奴隷として連れて来られたアフリカ系黒人がルーツのベリーズ・クレオールが24.9%を占める。以下、マヤ族が10.6%、カリブの島々から来た黒人とカリブ族の混血のガリフナが6.1%、その他では華人や白人などが9.7%である。

### 言語
ベリーズの公用語は英語である。国民のほとんどが英語、もしくは、英語の方言のクレオール言語であるベリーズ・クレオール語を話す。スペイン語も国民の半数近くが日常的に使っており、特に北部に多い。さらにはマヤ語族のケクチ語やモパン語などの先住民の言語も使われている。多人種・民族であるため、国民の多くがマルチリンガルである。
| 言語                             | 話者    | 比率   |
| -------------------------------- | ------- | ------ |
| 英語                             | 183,903 | 62.90% |
| スペイン語                       | 165,296 | 56.60% |
| ベリーズ・クレオール語（英語系） | 130,467 | 44.60% |
| ケクチ語（マヤ語族）             | 17,581  | 6.00%  |
| モパン語（マヤ語族）             | 10,649  | 3.60%  |
| ドイツ語                         | 9,364   | 3.20%  |
| ガリフナ語・アラワク語族         | 8,442   | 2.90%  |
| その他                           | 7,847   | 2.70%  |
| 無回答                           | 1,537   | 0.50%  |
| 合計                             | 292,263 | 100%   |

### 宗教
2010年時点で、宗教はローマ・カトリックが40.1%、プロテスタントが31.8%、その他の宗教を信仰する者が10.3%で、無宗教が15.5%いた。

## 文化
周辺の中央アメリカ諸国はスペインの植民地だったのでラテン文化の影響が強いのに対し、ベリーズはイギリスの植民地だったためイギリスの影響の方が強く、英語が公用語として利用される程である。また、アフリカ系の黒人系が多いため、同じ英語圏のジャマイカなどカリブ海諸国との結び付きや影響も強い。

### スポーツ
ベリーズ国内ではサッカーが最も人気のスポーツとなっており、2011年にサッカーリーグのベリーズ・プレミアリーグが創設された。ベリーズサッカー連盟によって構成されるサッカーベリーズ代表は、これまでFIFAワールドカップへの出場歴はない。CONCACAFゴールドカップには2013年大会で初出場を果たしたが、グループリーグで3連敗し最下位で敗退した。

### 世界遺産
ベリーズ国内には、ユネスコの世界遺産リストに登録された自然遺産が1件存在する。それは1996年に登録された「ベリーズ珊瑚礁保護区」である。

### 祝祭日
| 日付     | 日本語表記           | 現地語表記              | 備考         |
| -------- | -------------------- | ----------------------- | ------------ |
| 1月1日   | 元日                 | New Year's Day          |              |
| 3月9日   | ブリス男爵記念日     | Baron Bliss Day         |              |
| 5月1日   | メーデー             | Labour Day              |              |
| 5月24日  | 英連邦記念日         | Sovereign's Day         |              |
| 9月10日  | 英・スペイン戦記念日 | St. George's Caye Day   | National Day |
| 9月21日  | 独立記念日           | Independence Day        |              |
| 10月12日 | コロンブスの日       | Day of the Americas     |              |
| 11月19日 | ガリフナ入植記念日   | Garifuna Settlemant Day |              |
| 12月25日 | クリスマス           | Christmas Day           |              |
| 12月26日 | ボクシング・デー     | Boxing Day              |              |
| 12月29日 | 年末休日             | Year End Holi day       |              |

## 国際関係

### 日本との関係
駐日ベリーズ大使館
- 住所：東京都新宿区西新宿4丁目9-7
- アクセス：都営地下鉄大江戸線西新宿五丁目駅A2出口

在ベリーズ日本国大使館
- 住所：カヨ郡ベルモパンジョージ・プライス通り7299Toucan Plaza2F

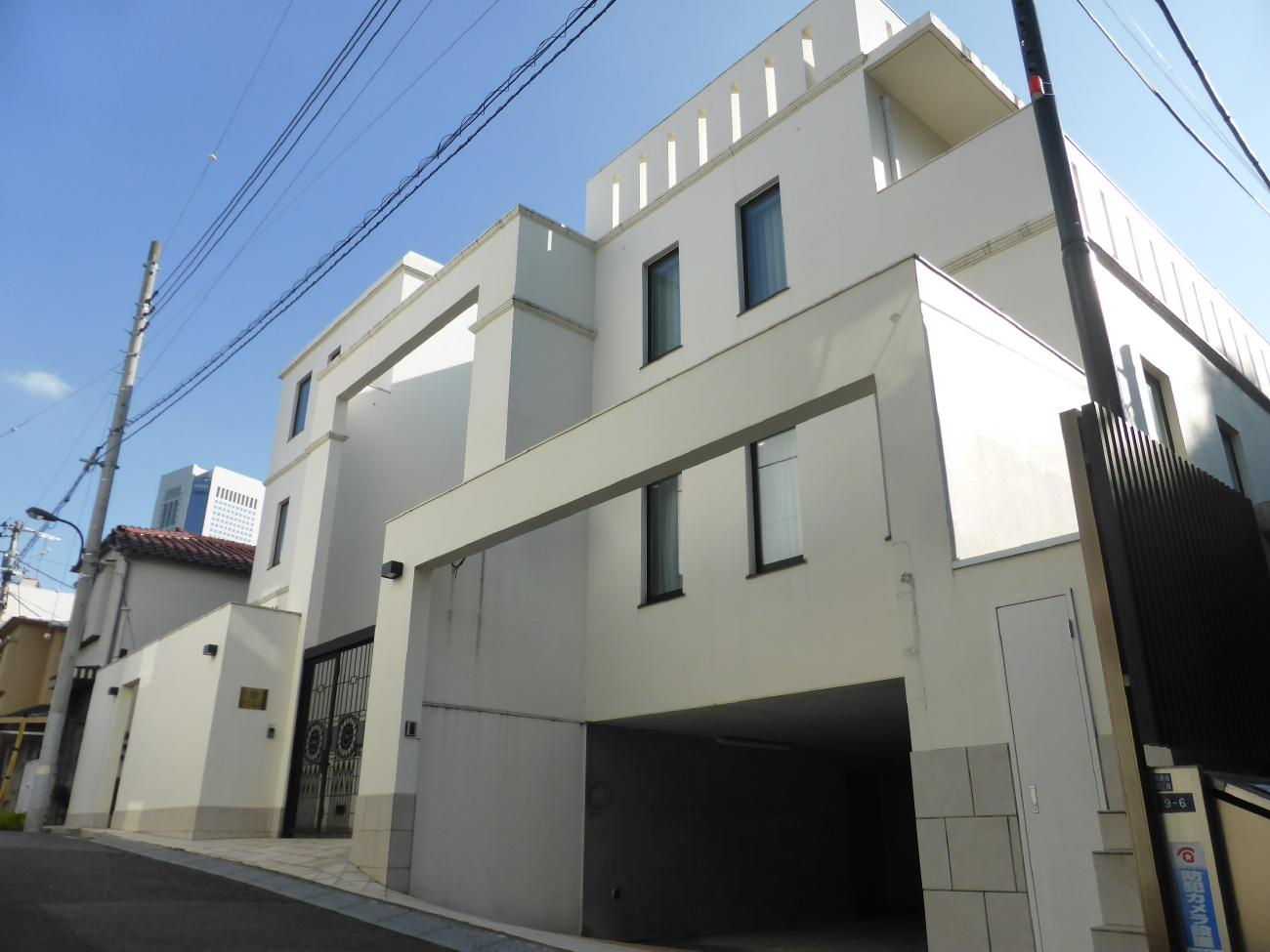
ベリーズ大使館全景
ベリーズ大使館は公園横にある
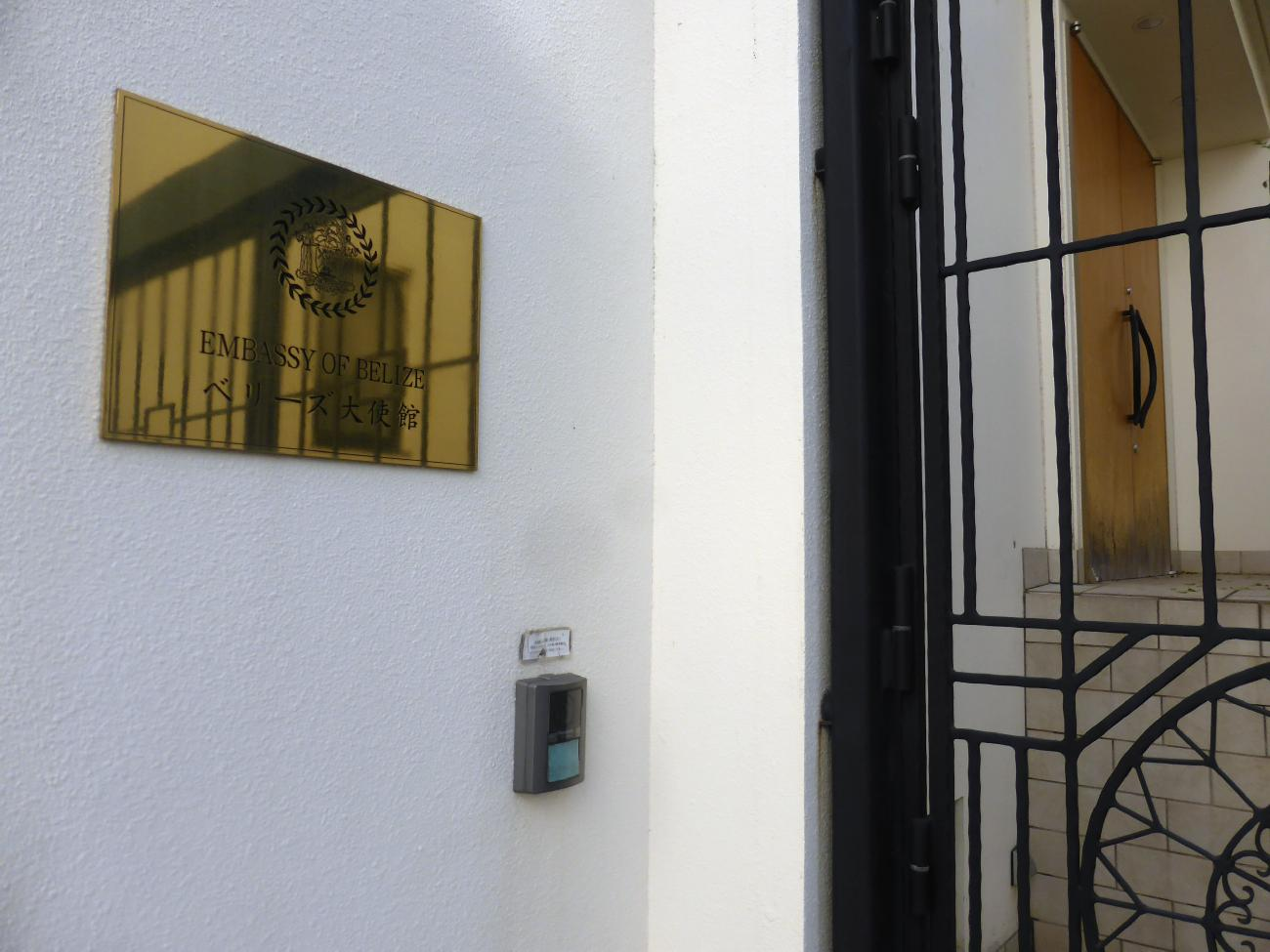
ベリーズ大使館正面玄関